# Iritel
IRITEL S.p.A. è stata una società italiana attiva nel settore delle telecomunicazioni, interamente partecipata dall'Istituto per la Ricostruzione Industriale. Nel 1994 è stata incorporata, insieme ad altre aziende, in Telecom Italia.

## Storia
La società, con sede a Roma, nacque a seguito dell'approvazione da parte del Parlamento italiano della legge n° 58 del 28 gennaio 1992 che, in adesione a precise normative CEE (Direttiva 90/388/CE), previde la separazione tra l'attività di gestione del servizio e quella di normazione e controllo del settore e il conseguente trasferimento all'IRI delle attività di telefonia e dei servizi radio-marittimi svolte fino ad allora direttamente dallo Stato attraverso l'ASST e l'amministrazione delle poste e delle telecomunicazioni che facevano capo al Ministero delle Poste e delle Telecomunicazioni.
La società cominciò ad operare il 1º gennaio 1993 e il 27 luglio 1994 venne incorporata, insieme a Italcable, Telespazio e SIRM, in SIP, che in quell'occasione venne denominata "con formula abbreviata" Telecom Italia.
Con tali atti si realizzò l'unificazione nell'IRI-STET di tutti i servizi di telecomunicazioni, fino ad allora suddivisi tra gestione diretta da parte dello Stato e concessionarie facenti capo alla STET, finanziaria di settore dell'IRI. Non furono compresi nel trasferimento i servizi dei telegrammi, di posta elettronica e di telematica pubblica svolti attraverso gli uffici postali.
Si occupò della gestione della rete, degli impianti e dei servizi telefonici interurbani (con la Società Idroelettrica Piemontese) e internazionali (anche via telex dati, in ogni caso rispettando le autonomie di Italcable), dei servizi informativi e di prenotazione tramite operatore, dei servizi radiomobili marittimi.
Nel suo unico anno di completa operatività, la società ha fatturato 2 400 miliardi di lire circa e 15 000 lavoratori.